# Escolas de samba campeãs da segunda divisão do carnaval do Rio de Janeiro
A lista de escolas de samba campeãs da segunda divisão do carnaval do Rio de Janeiro relaciona as agremiações vencedoras de cada ano dos desfiles da segunda divisão do carnaval carioca. O Desfile das escolas de samba do Rio de Janeiro é a parada carnavalesca que acontece anualmente no período de carnaval. Um determinado número de agremiações disputa o título de campeã do carnaval através de avaliações feitas por jurados divididos em diversos quesitos previamente estipulados pela liga organizadora do evento. A campeã é promovida a desfilar, no ano seguinte, na primeira divisão. Assim como a última colocada do primeiro grupo é rebaixada a desfilar no segundo grupo no ano seguinte. Ao longo dos anos, a segunda divisão do carnaval carioca teve várias nomenclaturas, passando pela organização de diversas entidades carnavalescas.
O desfile competitivo foi idealizado pelo jornalista pernambucano Mário Filho, irmão do dramaturgo Nelson Rodrigues, através do seu periódico, Mundo Sportivo. O primeiro concurso ocorreu no carnaval de 1932. Devido ao número crescente de escolas escritas para o desfile, foi criada, em 1952, a segunda divisão do carnaval. No grupo 1, denominado "Supercampeonato", inscreviam-se escolas com o mínimo de trezentos componentes. No grupo 2, denominado "Campeonato", o mínimo de componentes exigido era cem. Com o passar dos anos, o número de componentes subiu, chegando aos milhares. A nomenclatura dos grupos e as entidades organizadoras dos desfiles também foram alteradas diversas vezes.
Em suas primeiras décadas, o "Campeonato" da segunda divisão foi organizado pela Associação das Escolas de Samba do Brasil (AESB), depois renomeada para Associação das Escolas de Samba do Estado da Guanabara (AESEG) e, finalmente, para Associação das Escolas de Samba da Cidade do Rio de Janeiro (AESCRJ). A partir de 1962, a segunda divisão passou a se chamar "Grupo 2". Em 1979 foi renomeada para Grupo 1-B; em 1987 voltou a se chamar Grupo 2; e em 1990 foi renomeada para Grupo A. Após discordâncias com o resultado do desfile de 1994, um grupo de agremiações decidiu fundar a Liga Independente das Escolas de Samba do Grupo de Acesso (LIESGA), que organizou o desfile do Grupo A de 1995. No ano seguinte, o comando da segunda divisão retornou para a AESCRJ, que comandou o grupo até 2008. Em 15 de julho de 2008, sete presidentes de agremiações do Grupo de Acesso A decidiram fundar a Liga das Escolas de Samba do Grupo de Acesso (LESGA), que comandou a segunda divisão do carnaval carioca até o ano de 2012, quando a Riotur deixou de reconhecer a legitimidade da entidade. O carnaval de 2012 foi cercado de polêmicas. A LESGA não rebaixou as duas últimas escolas de samba classificadas no desfile do ano, o que caracterizou quebra de contrato com a Riotur. Além disso, o resultado da apuração foi contestado. O fato de seis jurados não terem distribuído notas para algumas escolas, e a escola campeã ser presidida pelo presidente da liga aumentaram as polêmicas. Para o carnaval de 2013, a segunda divisão teve diversas alterações. A LESGA passou a se chamar Liga das Escolas de Samba do Rio de Janeiro (LIERJ). Um novo presidente foi eleito para a agremiação. Também ficou decidido que os desfiles seriam divididos em dois dias (sexta-feira e sábado). Anteriormente, todas as escolas desfilavam no sábado. A nomenclatura da segunda divisão foi alterada para Série A.
Trinta e sete escolas diferentes já conquistaram, uma ou mais vezes, o título de campeã da segunda divisão do carnaval carioca. A Estácio de Sá é a maior vencedora, com oito campeonatos conquistados. Sílvio Cunha é o carnavalesco com mais títulos na segunda divisão, tendo ganho cinco vezes. Joãosinho Trinta, Renato Lage, Max Lopes e Paulo Barros também já conquistaram títulos no grupo.

## Campeãs por ano
Ao longo dos anos, a segunda divisão do carnaval carioca teve várias nomenclaturas e foi organizada por diversas entidades carnavalescas. Abaixo, a listagem de escolas campeãs e vice-campeãs em cada ano na segunda divisão do carnaval do Rio de Janeiro.
| Legenda: * Sem informação disponível † Escola extinta |

| Campeonato | Campeonato                            | Campeonato | Campeonato                                                                                         | Campeonato                                          | Campeonato                    | Campeonato              |
| Ano        | Escola campeã                         | N.º        | Enredo                                                                                             | Carnavalesco(a)                                     | Escola vice-campeã            | Ref.                    |
| ---------- | ------------------------------------- | ---------- | -------------------------------------------------------------------------------------------------- | --------------------------------------------------- | ----------------------------- | ----------------------- |
| 1952       | Unidos do Indaiá †                    | 1          | Regresso da Primavera                                                                              | *                                                   | Cada Ano Sai Melhor †         | [ 7 ] [ 8 ]             |
| 1953       | Acadêmicos do Engenho da Rainha       | 1          | Glória à Música Brasileira                                                                         | *                                                   | Independentes do Rio †        | [ 9 ] [ 10 ]            |
| 1954       | Beija-Flor                            | 1          | O Caçador de Esmeraldas                                                                            | Cabana                                              | Caprichosos de Pilares        | [ 11 ] [ 12 ]           |
| 1955       | Corações Unidos de Jacarepaguá †      | 1          | Primavera                                                                                          | *                                                   | Unidos de Bento Ribeiro †     | [ 13 ] [ 14 ]           |
| 1955       | Paz e Amor †                          | 1          | O Guarani                                                                                          | *                                                   | Unidos de Bento Ribeiro †     | [ 13 ] [ 14 ]           |
| 1956       | Flor do Lins †                        | 1          | Exaltação à Princesa Isabel                                                                        | *                                                   | Unidos de Vila Isabel         | [ 15 ] [ 16 ]           |
| 1956       | União do Centenário †                 | 1          | Palheta no Brasil                                                                                  | *                                                   | Unidos de Vila Isabel         | [ 15 ] [ 16 ]           |
| 1957       | Unidos de Bangu                       | 1          | Homenagem à Aviação Brasileira                                                                     | Maza                                                | Tupy de Brás de Pina †        | [ 17 ] [ 18 ]           |
| 1958       | Mocidade Independente de Padre Miguel | 1          | Apoteose ao Samba                                                                                  | Ari de Lima                                         | Unidos do Salgueiro †         | [ 19 ] [ 20 ]           |
| 1959       | Unidos de Padre Miguel                | 1          | Lampião                                                                                            | Valter Monteiro                                     | Aprendizes da Boca do Mato †  | [ 21 ] [ 22 ]           |
| 1960       | Caprichosos de Pilares                | 1          | Invasão Holandesa na Bahia                                                                         | *                                                   | Acadêmicos de Bento Ribeiro † | [ 23 ] [ 24 ]           |
| 1961       | Unidos do Cabuçu                      | 1          | Rio, Ontem e Hoje ou Relíquias do Rio Antigo                                                       | *                                                   | Tupy de Brás de Pina †        | [ 25 ] [ 26 ]           |
| Grupo 2    |                                       |            | |                                                     |                               |                         |
| Ano        | Escola campeã                         | N.º        | Enredo                                                                                             | Carnavalesco(a)                                     | Escola vice-campeã            | Ref.                    |
| 1962       | Unidos de Bangu                       | 2          | Fragata de D. Afonso                                                                               | Darcy de Jesus                                      | Beija-Flor                    | [ 27 ] [ 28 ]           |
| 1963       | Unidos da Capela †                    | 1          | *                                                                                                  | *                                                   | Unidos de Padre Miguel        | [ 29 ] [ 30 ]           |
| 1964       | Império da Tijuca                     | 1          | O Esplendor do Rio de Janeiro Imperial                                                             | João Quadrado e Mário Pereira                       | Imperatriz Leopoldinense      | [ 31 ] [ 32 ]           |
| 1965       | Acadêmicos de Santa Cruz              | 1          | Rio, Um Fato em cada Século ou Rio, Quatro Séculos de Glórias                                      | Abílio Correia de Souza                             | Unidos de Vila Isabel         | [ 33 ] [ 34 ]           |
| 1966       | São Clemente                          | 1          | Apoteose ao Folclore Brasileiro                                                                    | Ivo Rocha Gomes                                     | Imperatriz Leopoldinense      | [ 35 ] [ 36 ]           |
| 1967       | Unidos de São Carlos (Estácio de Sá)  | 1          | Lendas e Costumes do Brasil                                                                        | José Coelho                                         | Independentes do Leblon †     | [ 37 ] [ 38 ]           |
| 1968       | Em Cima da Hora                       | 1          | Anita Garibaldi, Amor e Revolução                                                                  | Ney Roriz                                           | Imperatriz Leopoldinense      | [ 39 ] [ 40 ]           |
| 1969       | Acadêmicos de Santa Cruz              | 2          | O Rio dos Vice-Reis                                                                                | Wilson Paixão e Abílio Correia de Souza             | Unidos do Jacarezinho         | [ 41 ] [ 42 ]           |
| 1970       | Império da Tijuca                     | 2          | Segredos e Encantos da Bahia                                                                       | Jorge Melodia e Chicão                              | Unidos de Padre Miguel        | [ 43 ] [ 44 ]           |
| 1971       | Em Cima da Hora                       | 2          | Este Rio que Eu Amo                                                                                | Sebastião Souza de Oliveira                         | Unidos de Lucas               | [ 45 ] [ 46 ]           |
| 1972       | Tupy de Brás de Pina †                | 1          | Chiquinha Gonzaga, Alma Cantante do Brasil                                                         | Jairo de Souza                                      | Unidos do Jacarezinho         | [ 47 ] [ 48 ]           |
| 1973       | Unidos de São Carlos (Estácio de Sá)  | 2          | Trá, Lá, Lá, Um Hino ao Carnaval Brasileiro de Lamartine Babo                                      | Walter Belisário                                    | Beija-Flor                    | [ 49 ] [ 50 ]           |
| 1974       | União da Ilha do Governador           | 1          | Lendas e Festas das Iabás                                                                          | Mário Barcellos                                     | Unidos de Lucas               | [ 51 ] [ 52 ]           |
| 1975       | Lins Imperial                         | 1          | Dona Flor e Seus Dois Maridos                                                                      | José Félix                                          | Tupy de Brás de Pina †        | [ 53 ] [ 54 ]           |
| 1976       | Império da Tijuca                     | 3          | Guerreiros das Alagoas                                                                             | Joãosinho Trinta                                    | Unidos do Cabuçu              | [ 55 ] [ 56 ]           |
| 1977       | Arrastão de Cascadura                 | 1          | Um Talismã para Iaiá                                                                               | Luiz Fernandes e Ricardo Aquino                     | Arranco                       | [ 57 ] [ 58 ] [ 59 ]    |
| 1978       | Unidos de São Carlos (Estácio de Sá)  | 3          | Céu de Orestes no Chão de Estrelas                                                                 | Comissão de Carnaval                                | Imperatriz Leopoldinense      | [ 60 ] [ 61 ] [ 62 ]    |
| Grupo 1-B  |                                       |            | |                                                     |                               |                         |
| Ano        | Escola campeã                         | N.º        | Enredo                                                                                             | Carnavalesco(a)                                     | Escola vice-campeã            | Ref.                    |
| 1979       | Unidos de Vila Isabel                 | 1          | Os Dourados Anos de Carlos Machado                                                                 | Fernando Costa e Sílvio Cunha                       | Império Serrano               | [ 63 ] [ 64 ] [ 65 ]    |
| 1980       | Unidos da Tijuca                      | 1          | Delmiro Gouveia                                                                                    | Renato Lage                                         | Arranco                       | [ 66 ] [ 67 ] [ 68 ]    |
| 1981       | Unidos de São Carlos (Estácio de Sá)  | 4          | Quem Diria, da Monarquia à Boemia ao Esplendor da Praça Tiradentes                                 | Ney Ayan e Gil Costa                                | Império da Tijuca             | [ 69 ] [ 70 ] [ 71 ]    |
| 1982       | Caprichosos de Pilares                | 2          | Moça Bonita Não Paga                                                                               | Luiz Fernando Reis                                  | Unidos da Ponte               | [ 72 ] [ 73 ] [ 74 ]    |
| 1983       | Unidos de São Carlos (Estácio de Sá)  | 5          | Orfeu do Carnaval                                                                                  | Sílvio Cunha                                        | Império da Tijuca             | [ 75 ] [ 76 ] [ 77 ]    |
| 1984       | Unidos do Cabuçu                      | 2          | Beth Carvalho, a Enamorada do Samba                                                                | Sidelson                                            | Acadêmicos de Santa Cruz      | [ 78 ] [ 79 ] [ 80 ]    |
| 1985       | Unidos da Ponte                       | 1          | Dez, Nota Dez                                                                                      | Geraldo Cavalcanti                                  | Unidos da Tijuca              | [ 81 ] [ 82 ] [ 83 ]    |
| 1986       | Unidos do Jacarezinho                 | 1          | Candeia, Luz de Inspiração                                                                         | Flávio Tavares                                      | São Clemente                  | [ 84 ] [ 85 ] [ 86 ]    |
| Grupo 2    |                                       |            | |                                                     |                               |                         |
| Ano        | Escola campeã                         | N.º        | Enredo                                                                                             | Carnavalesco(a)                                     | Escola vice-campeã            | Ref.                    |
| 1987       | Unidos da Tijuca                      | 2          | As Três Faces da Moeda                                                                             | Sílvio Cunha                                        | Tradição                      | [ 87 ] [ 88 ] [ 89 ]    |
| 1988       | Arranco                               | 1          | Pra Ver a Banda Passar                                                                             | Carlinhos de Andrade, Roberto Costa e César Azevedo | Unidos do Jacarezinho         | [ 90 ] [ 91 ] [ 92 ]    |
| 1989       | Acadêmicos de Santa Cruz              | 3          | Stanislaw, Uma História Sem Final                                                                  | José Félix                                          | Lins Imperial                 | [ 93 ] [ 94 ] [ 95 ]    |
| Grupo A    |                                       |            | |                                                     |                               |                         |
| Ano        | Escola campeã                         | N.º        | Enredo                                                                                             | Carnavalesco(a)                                     | Escola vice-campeã            | Ref.                    |
| 1990       | Unidos do Viradouro                   | 1          | Só Vale o Escrito                                                                                  | Max Lopes                                           | Acadêmicos do Grande Rio      | [ 96 ] [ 97 ] [ 98 ]    |
| 1991       | Tradição                              | 1          | De Geração à Geração nas Asas da Tradição                                                          | Jorge Luiz Vilela                                   | Leão de Nova Iguaçu           | [ 99 ] [ 100 ] [ 101 ]  |
| 1992       | Acadêmicos do Grande Rio              | 1          | Águas Claras Para Um Rei Negro                                                                     | Lucas Pinto e Sônia Regina                          | Unidos da Ponte               | [ 102 ] [ 103 ] [ 104 ] |
| 1993       | Tradição                              | 2          | Não Me Leve a Mal, Hoje É Carnaval                                                                 | Lícia Lacerda                                       | Império Serrano               | [ 105 ] [ 106 ] [ 107 ] |
| 1994       | Unidos da Villa Rica                  | 1          | Copacabana, Meu Amor                                                                               | Antônio Sérgio e Maria José (Zezé)                  | São Clemente                  | [ 108 ] [ 109 ] [ 110 ] |
| 1995       | Unidos do Porto da Pedra              | 1          | Campo Cidade - Em Busca da Felicidade                                                              | Mauro Quintaes                                      | Império da Tijuca             | [ 111 ] [ 112 ] [ 113 ] |
| 1996       | Acadêmicos de Santa Cruz              | 4          | Ribalta - Luz, Sonho e Ilusão                                                                      | Albeci Pereira                                      | Acadêmicos da Rocinha         | [ 114 ] [ 115 ] [ 116 ] |
| 1997       | Tradição                              | 3          | Os Balangandãs                                                                                     | Orlando Júnior                                      | Caprichosos de Pilares        | [ 117 ] [ 118 ] [ 119 ] |
| 1998       | Império Serrano                       | 1          | Sou o Ouro Negro da Mãe África                                                                     | João Luís de Moura                                  | São Clemente                  | [ 120 ] [ 121 ] [ 122 ] |
| 1999       | Unidos da Tijuca                      | 3          | O Dono da Terra                                                                                    | Oswaldo Jardim                                      | Unidos do Porto da Pedra      | [ 123 ] [ 124 ] [ 125 ] |
| 2000       | Império Serrano                       | 2          | Os Canhões de Guararapes                                                                           | Sílvio Cunha                                        | Paraíso do Tuiuti             | [ 126 ] [ 127 ] [ 128 ] |
| 2001       | Unidos do Porto da Pedra              | 2          | Um Sonho Possível: Crescer e Viver! Agora É Lei!                                                   | Cahê Rodrigues                                      | São Clemente                  | [ 129 ] [ 130 ] [ 131 ] |
| 2002       | Acadêmicos de Santa Cruz              | 5          | Papel: Das Origens à Folia - História, Arte e Magia                                                | Fernando Alvarez                                    | Unidos de Vila Isabel         | [ 132 ] [ 133 ] [ 134 ] |
| 2003       | São Clemente                          | 2          | Mangaratiba, Uma História de Lutas Para Todos que Amam a Terra e a Liberdade                       | Lane Santana                                        | União da Ilha do Governador   | [ 135 ] [ 136 ] [ 137 ] |
| 2004       | Unidos de Vila Isabel                 | 2          | A Vila é Para Ti...                                                                                | João Luís de Moura                                  | Acadêmicos de Santa Cruz      | [ 138 ] [ 139 ] [ 140 ] |
| 2005       | Acadêmicos da Rocinha                 | 1          | Um Mundo Sem Fronteiras                                                                            | Alex de Souza                                       | União da Ilha do Governador   | [ 141 ] [ 142 ] [ 143 ] |
| 2006       | Estácio de Sá                         | 6          | Quem É Você?                                                                                       | Paulo Barros, Sandro Carvalho e Edgley Cunha        | São Clemente                  | [ 144 ] [ 145 ] [ 146 ] |
| 2007       | São Clemente                          | 3          | Barrados no Baile                                                                                  | Edward Moraes e Fábio Santos                        | Caprichosos de Pilares        | [ 147 ] [ 148 ] [ 149 ] |
| 2008       | Império Serrano                       | 3          | Taí, Eu Fiz Tudo pra Você Gostar de Mim                                                            | Renato Lage e Márcia Lage                           | Acadêmicos da Rocinha         | [ 150 ] [ 151 ] [ 152 ] |
| 2009       | União da Ilha do Governador           | 2          | Viajar é Preciso - Viagens Extraordinárias Através de Mundos Conhecidos e Desconhecidos            | Jack Vasconcelos                                    | Renascer de Jacarepaguá       | [ 153 ] [ 154 ] [ 155 ] |
| 2010       | São Clemente                          | 4          | Choque de Ordem na Folia                                                                           | Mauro Quintaes                                      | Inocentes de Belford Roxo     | [ 156 ] [ 157 ] [ 158 ] |
| 2011       | Renascer de Jacarepaguá               | 1          | Águas de Março                                                                                     | Edson Pereira e Paulo Barros                        | Unidos do Viradouro           | [ 159 ] [ 160 ] [ 161 ] |
| 2012       | Inocentes de Belford Roxo             | 1          | Corumbá - Ópera Tupi Guaikuru                                                                      | Wagner Gonçalves                                    | Império Serrano               | [ 162 ] [ 163 ] [ 164 ] |
| Série A    |                                       |            | |                                                     |                               |                         |
| Ano        | Escola campeã                         | N.º        | Enredo                                                                                             | Carnavalesco(a)                                     | Escola vice-campeã            | Ref.                    |
| 2013       | Império da Tijuca                     | 4          | Negra, Pérola Mulher                                                                               | Júnior Pernambucano                                 | Unidos do Viradouro           | [ 165 ] [ 166 ] [ 167 ] |
| 2014       | Unidos do Viradouro                   | 2          | Sou a Terra de Ismael. ‘Guanabaran’ Eu Vou Cruzar... Pra Você Tiro o Chapéu, Rio Eu Vim Te Abraçar | João Vitor Araújo                                   | Estácio de Sá                 | [ 168 ] [ 169 ] [ 170 ] |
| 2015       | Estácio de Sá                         | 7          | De Braços Abertos, de Janeiro a Janeiro. Sorrio, Sou Rio, Sou Estácio de Sá!                       | Amauri Santos e Tarcisio Zanon                      | Unidos de Padre Miguel        | [ 171 ] [ 172 ] [ 173 ] |
| 2016       | Paraíso do Tuiuti                     | 1          | A Farra do Boi                                                                                     | Jack Vasconcelos                                    | Unidos de Padre Miguel        | [ 174 ] [ 175 ] [ 176 ] |
| 2017       | Império Serrano                       | 4          | Meu Quintal É Maior do que o Mundo                                                                 | Marcus Ferreira                                     | Unidos do Viradouro           | [ 177 ] [ 178 ] [ 179 ] |
| 2018       | Unidos do Viradouro                   | 3          | Vira a Cabeça, Pira o Coração - Loucos Gênios da Criação                                           | Edson Pereira                                       | Unidos de Padre Miguel        | [ 180 ] [ 181 ] [ 182 ] |
| 2019       | Estácio de Sá                         | 8          | A Fé que Emerge das Águas                                                                          | Tarcisio Zanon                                      | Acadêmicos do Cubango         | [ 183 ] [ 184 ]         |
| 2020       | Imperatriz Leopoldinense              | 1          | Só dá Lalá                                                                                         | Leandro Vieira                                      | Unidos de Padre Miguel        |                         |
| Série Ouro |                                       |            | |                                                     |                               |                         |
| Ano        | Escola campeã                         | N.º        | Enredo                                                                                             | Carnavalesco(a)                                     | Escola vice-campeã            | Ref.                    |
| 2022       | Império Serrano                       | 5          | Mangangá                                                                                           | Leandro Vieira                                      | Unidos do Porto da Pedra      |                         |
| 2023       | Unidos do Porto da Pedra              | 3          | A Invenção da Amazônia                                                                             | Mauro Quintaes                                      | Unidos de Padre Miguel        |                         |
| 2024       | Unidos de Padre Miguel                | 2          | O Redentor do Sertão                                                                               | Edson Pereira e Lucas Milato                        | Império Serrano               |                         |
| 2025       | Acadêmicos de Niterói                 | 1          | Vixe, Maria!                                                                                       | Tiago Martins                                       | Estácio de Sá                 | [ 185 ] [ 186 ]         |

## Estatísticas

### Campeonatos por escola
Abaixo, a lista de títulos conquistados por cada escola. Ao todo, 37 escolas diferentes já venceram a segunda divisão do carnaval carioca. Estácio de Sá é a escola que mais vezes venceu, com oito conquistas.

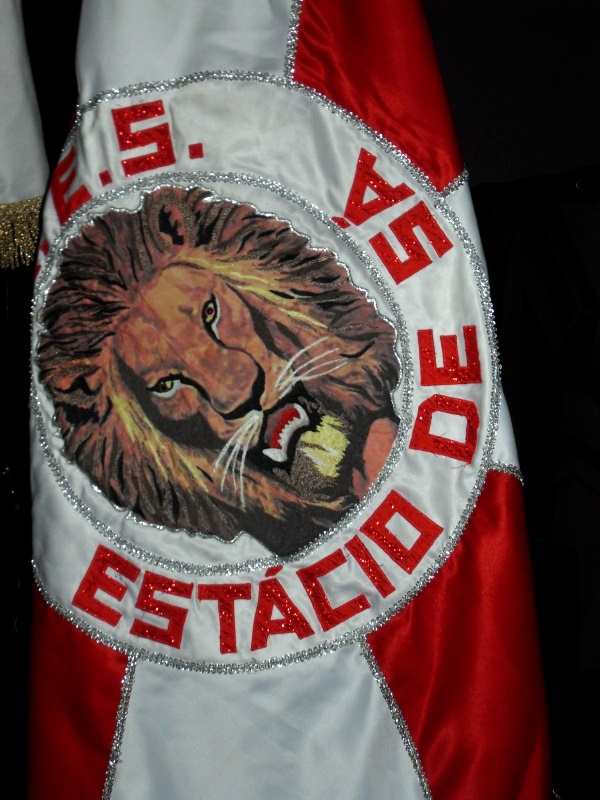
Bandeira da Estácio de Sá, a escola com mais títulos de campeã da segunda divisão do carnaval carioca.

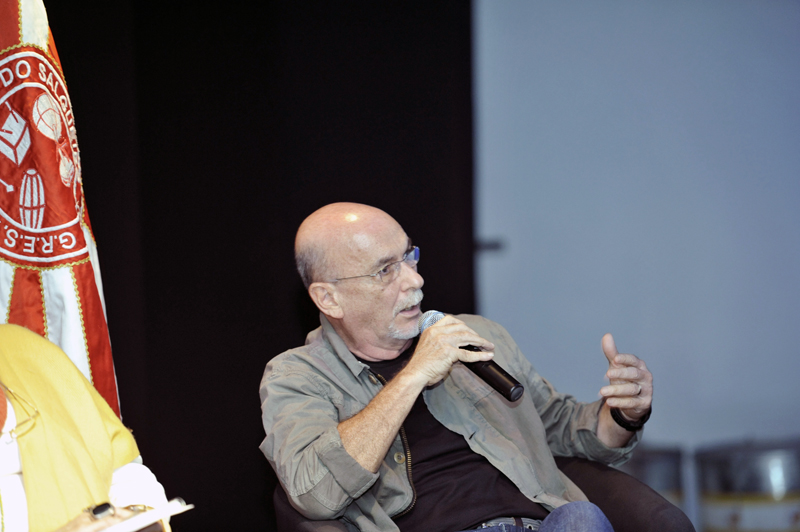
O carnavalesco Renato Lage tem dois títulos de campeão da segunda divisão.

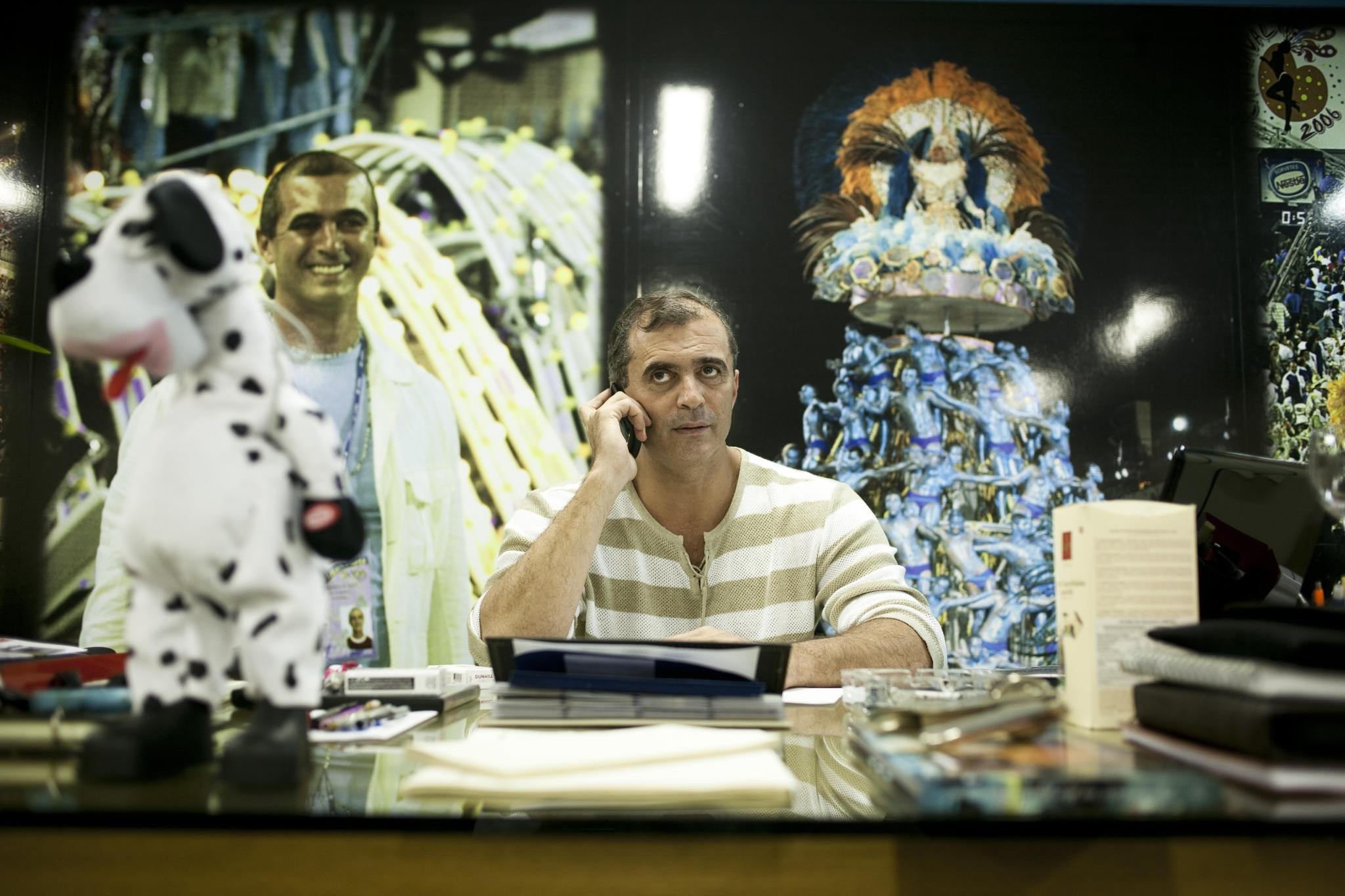
Paulo Barros tem dois campeonatos no segundo grupo.

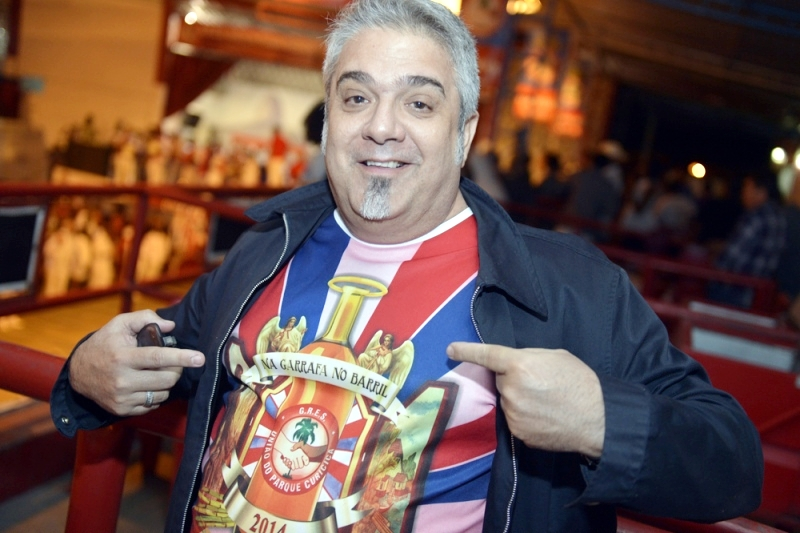
Mauro Quintaes venceu a segunda divisão do carnaval carioca por duas vezes.

| Legenda: † Escola extinta |

| Títulos | Escola de samba                       | Anos                                            |
| ------- | ------------------------------------- | ----------------------------------------------- |
| 8       | Estácio de Sá                         | 1967, 1973, 1978, 1981, 1983, 2006, 2015 e 2019 |
| 5       | Acadêmicos de Santa Cruz              | 1965, 1969, 1989, 1996 e 2002                   |
| 5       | Império Serrano                       | 1998, 2000, 2008, 2017 e 2022                   |
| 4       | Império da Tijuca                     | 1964, 1970, 1976 e 2013                         |
| 4       | São Clemente                          | 1966, 2003, 2007 e 2010                         |
| 3       | Tradição                              | 1991, 1993 e 1997                               |
| 3       | Unidos da Tijuca                      | 1980, 1987 e 1999                               |
| 3       | Unidos do Viradouro                   | 1990, 2014 e 2018                               |
| 3       | Unidos do Porto da Pedra              | 1995, 2001 e 2023                               |
| 2       | Caprichosos de Pilares                | 1960 e 1982                                     |
| 2       | Em Cima da Hora                       | 1968 e 1971                                     |
| 2       | União da Ilha do Governador           | 1974 e 2009                                     |
| 2       | Unidos de Bangu                       | 1957 e 1962                                     |
| 2       | Unidos de Padre Miguel                | 1959 e 2024                                     |
| 2       | Unidos de Vila Isabel                 | 1979 e 2004                                     |
| 2       | Unidos do Cabuçu                      | 1961 e 1984                                     |
| 1       | Acadêmicos da Rocinha                 | 2005                                            |
| 1       | Acadêmicos do Engenho da Rainha       | 1953                                            |
| 1       | Acadêmicos do Grande Rio              | 1992                                            |
| 1       | Acadêmicos de Niterói                 | 2025                                            |
| 1       | Arranco                               | 1988                                            |
| 1       | Arrastão de Cascadura                 | 1977                                            |
| 1       | Beija-Flor                            | 1954                                            |
| 1       | Corações Unidos de Jacarepaguá †      | 1955                                            |
| 1       | Flor do Lins †                        | 1956                                            |
| 1       | Imperatriz Leopoldinense              | 2020                                            |
| 1       | Inocentes de Belford Roxo             | 2012                                            |
| 1       | Lins Imperial                         | 1975                                            |
| 1       | Mocidade Independente de Padre Miguel | 1958                                            |
| 1       | Paraíso do Tuiuti                     | 2016                                            |
| 1       | Paz e Amor †                          | 1955                                            |
| 1       | Renascer de Jacarepaguá               | 2011                                            |
| 1       | Tupy de Brás de Pina †                | 1972                                            |
| 1       | União do Centenário †                 | 1956                                            |
| 1       | Unidos da Capela †                    | 1963                                            |
| 1       | Unidos da Ponte                       | 1985                                            |
| 1       | Unidos da Villa Rica                  | 1994                                            |
| 1       | Unidos do Indaiá †                    | 1952                                            |
| 1       | Unidos do Jacarezinho                 | 1986                                            |

### Vice-campeonatos por escola
Abaixo, a relação de vice-campeonatos que cada escola possui.
| Vices | Escola de samba / (ano) |
| ----- | --- |
| 7     | Unidos de Padre Miguel (1963, 1970, 2015, 2016, 2018, 2020 e 2023) |
| 5     | São Clemente (1986, 1994, 1998, 2001 e 2006) |
| 4     | Império Serrano (1979, 1993, 2012 e 2024); Imperatriz Leopoldinense (1964, 1966, 1968 e 1978) |
| 3     | Caprichosos de Pilares (1954, 1997 e 2007); Império da Tijuca (1981, 1983 e 1995); Tupy de Brás de Pina (1957, 1961 e 1975); Unidos de Vila Isabel (1956, 1965 e 2002); Unidos do Jacarezinho (1969, 1972 e 1988); e Unidos do Viradouro (2011, 2013 e 2017) |
| 2     | Acadêmicos da Rocinha (1996 e 2008); Acadêmicos de Santa Cruz (1984 e 2004); Arranco (1977 e 1980); Beija-Flor (1962 e 1973); Estácio de Sá (2014 e 2025); União da Ilha do Governador (2003 e 2005); Unidos da Ponte (1982 e 1992); e Unidos de Lucas (1971 e 1974); e Unidos do Porto da Pedra (1999 e 2022) |
| 1     | Acadêmicos de Bento Ribeiro (1960); Acadêmicos do Cubango (2019); Acadêmicos do Grande Rio (1990); Aprendizes da Boca do Mato (1959); Cada Ano Sai Melhor (1952); Independentes do Leblon (1967); Independentes do Rio (1953); Inocentes de Belford Roxo (2010); Leão de Nova Iguaçu (1991); Lins Imperial (1989); Paraíso do Tuiuti (2000); Renascer de Jacarepaguá (2009); Tradição (1987); Unidos da Tijuca (1985); Unidos de Bento Ribeiro (1955); Unidos do Cabuçu (1976); e Unidos do Salgueiro (1958) |

### Vice-campeonatos consecutivos
Unidos de Padre Miguel é a única escola a conquistar dois vice-campeonatos consecutivos no Grupo de Acesso.
| Vices | Escola de samba        | Anos        |
| ----- | ---------------------- | ----------- |
| 2     | Unidos de Padre Miguel | 2015 e 2016 |

### Títulos por carnavalesco(a)
Abaixo, a listagem de títulos conquistados por cada carnavalesco. Mais de sessenta profissionais já venceram a segunda divisão do carnaval carioca, seja em trabalhos individuais, em dupla ou participando de comissões. Sílvio Cunha é o maior vencedor da segunda divisão com cinco títulos conquistados. 
| Títulos | Carnavalesco / (ano) |
| ------- | --- |
| 5       | Sílvio Cunha (1979, 1983, 1987, 2000 e 2006) |
| 3       | Edson Pereira (2011, 2018 e 2024); Mauro Quintaes (1995, 2010 e 2023) |
| 2       | Abílio Correia de Souza (1965 e 1969); Jack Vasconcelos (2009 e 2016); João Luís de Moura (1998 e 2004); José Félix (1975 e 1989); Leandro Vieira (2020 e 2022); Paulo Barros (2006 e 2011); Renato Lage (1980 e 2008); e Tarcisio Zanon (2015 e 2019) |
| 1       | Albeci Pereira (1996); Alex de Souza (2005); Amauri Santos (2015); Antônio Sérgio (1994); Ari de Lima (1958); Cabana (1954); Cahê Rodrigues (2001); Carlinhos de Andrade (1988); César Azevedo (1988); Chicão (1970); Darcy de Jesus (1962); Edward Moraes (2007); Fábio Santos (2007); Fernando Alvarez (2002); Fernando Costa (1979); Flávio Tavares (1986); Geraldo Cavalcanti (1985); Gil Costa (1981); Ivo Rocha Gomes (1966); Jairo de Souza (1972); João Quadrado (1964); João Vitor Araújo (2014); Joãosinho Trinta (1976); Jorge Luiz Vilela (1991); Jorge Melodia (1970); José Coelho (1967); Junior Pernambucano (2013); Lane Santana (2003); Lícia Lacerda (1993); Lucas Pinto (1992); Lucas Milato (2024); Luiz Fernandes (1977); Luiz Fernando Reis (1982); Márcia Lage (2008); Marcus Ferreira (2017); Maria José "Zezé" (1994); Mário Barcellos (1974); Mário Pereira (1964); Max Lopes (1990); Maza (1957); Ney Ayan (1981); Ney Roriz (1968); Orlando Júnior (1997); Oswaldo Jardim (1999); Ricardo Aquino (1977); Roberto Costa (1988); Sandro Carvalho (2006); Sebastião Souza de Oliveira (1971); Sônia Regina (1992); Sidelson (1984); Tiago Martins (2025); Valter Monteiro (1959); Wagner Gonçalves (2012); Walter Belisário (1973); e Wilson Paixão (1969) |

#### Carnavalescos(as) campeões em escolas diferentes
Abaixo, a lista de carnavalescos que conquistaram mais de um título em escolas diferentes.

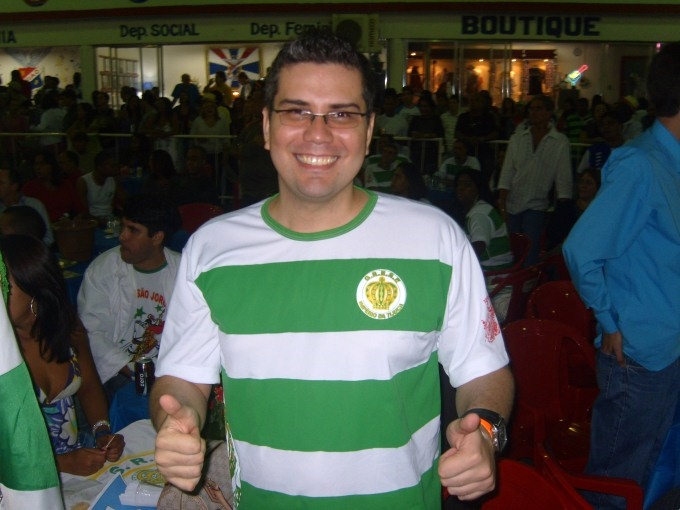
Jack Vasconcelos foi campeão em 2009 pela União da Ilha do Governador e em 2016 pela Paraíso do Tuiuti.

| Carnavalesco       | Quantidade | Escolas em que venceu                                                    |
| ------------------ | ---------- | ------------------------------------------------------------------------ |
| Sílvio Cunha       | 4 escolas  | Estácio de Sá, Império Serrano, Unidos da Tijuca e Unidos de Vila Isabel |
| Edson Pereira      | 3 escolas  | Renascer de Jacarepaguá, Unidos de Padre Miguel e Unidos do Viradouro    |
| Jack Vasconcelos   | 2 escolas  | Paraíso do Tuiuti e União da Ilha do Governador                          |
| João Luís de Moura | 2 escolas  | Império Serrano e Unidos de Vila Isabel                                  |
| José Félix         | 2 escolas  | Acadêmicos de Santa Cruz e Lins Imperial                                 |
| Leandro Vieira     | 2 escolas  | Imperatriz Leopoldinense e Império Serrano                               |
| Mauro Quintaes     | 2 escolas  | São Clemente e Unidos do Porto da Pedra                                  |
| Paulo Barros       | 2 escolas  | Estácio de Sá e Renascer de Jacarepaguá                                  |
| Renato Lage        | 2 escolas  | Império Serrano e Unidos da Tijuca                                       |

### Presença das escolas na segunda divisão do carnaval carioca
| Escola de Samba | Anos 1970–1999 | Anos 1970–1999 | Anos 1970–1999 | Anos 1970–1999 | Anos 1970–1999 | Anos 1970–1999 | Anos 1970–1999 | Anos 1970–1999 | Anos 1970–1999 | Anos 1970–1999 | Anos 1970–1999 | Anos 1970–1999 | Anos 1970–1999 | Anos 1970–1999 | Anos 1970–1999 | Anos 1970–1999 | Anos 1970–1999 | Anos 1970–1999 | Anos 1970–1999 | Anos 1970–1999 | Anos 1970–1999 | Anos 1970–1999 | Anos 1970–1999 | Anos 1970–1999 | Anos 1970–1999 | Anos 1970–1999 | Anos 1970–1999 | Anos 1970–1999 | Anos 1970–1999 | Anos 1970–1999 |
| --------------- | -------------- | -------------- | -------------- | -------------- | -------------- | -------------- | -------------- | -------------- | -------------- | -------------- | -------------- | -------------- | -------------- | -------------- | -------------- | -------------- | -------------- | -------------- | -------------- | -------------- | -------------- | -------------- | -------------- | -------------- | -------------- | -------------- | -------------- | -------------- | -------------- | -------------- |
| Escola de Samba | 70             | 71             | 72             | 73             | 74             | 75             | 76             | 77             | 78             | 79             | 80             | 81             | 82             | 83             | 84             | 85             | 86             | 87             | 88             | 89             | 90             | 91             | 92             | 93             | 94             | 95             | 96             | 97             | 98             | 99             |
| Santa Cruz      |                |                | ↓              | ↑              |                |                |                |                |                | ↓              | ↑              |                |                |                | ↑              |                |                |                |                | ↑              |                | ↑              |                |                |                |                | ↑              |                |                |                |
| Lins            |                |                |                |                |                | ↑              |                |                |                |                |                |                |                |                |                | ↓              |                |                |                | ↑              |                |                |                |                | ↓              |                |                | ↑              | ↓              |                |
| Cabuçu          |                |                | ↓              |                |                |                | ↑              |                |                |                |                |                |                |                | ↑              |                |                |                |                |                |                |                |                |                |                |                |                |                |                |                |
| E.C. da Hora    |                | ↑              |                |                |                |                |                | ↓              | ↑              |                |                |                |                |                |                |                |                | ↓              |                |                |                |                |                |                |                |                |                |                |                |                |
| Lucas           |                | ↑              |                |                | ↑              |                |                |                |                |                |                |                |                |                |                |                |                |                |                |                |                |                |                |                |                | ↓              |                |                |                |                |
| S. Clemente     |                |                |                |                |                |                |                |                | ↓              |                | ↓              |                |                |                | ↑              |                | ↑              |                |                |                |                |                |                |                | ↑              |                |                |                | ↑              |                |
| Jacarezinho     |                |                | ↑              |                |                |                |                |                |                |                |                |                | ↑              |                |                |                | ↑              |                |                |                |                |                |                |                | ↓              |                |                |                | ↑              |                |
| I. da Tijuca    | ↑              |                |                |                |                |                | ↑              |                | ↓              | ↑              |                | ↑              |                | ↑              |                |                |                |                |                | ↓              |                |                |                |                |                | ↑              |                |                |                |                |
| U. de JPA       |                |                |                |                |                |                |                |                | ↓              |                |                |                | ↓              |                |                |                | ↓              |                |                |                |                |                |                |                |                | ↓              |                |                |                |                |
| Eng. Rainha     |                |                |                |                | ↑              |                | ↓              | ↑              | ↓              |                |                |                |                | ↑              |                |                |                |                |                |                |                |                |                |                |                |                | ↓              |                |                |                |
| U. da Ponte     |                |                |                |                |                |                | ↓              |                |                |                | ↓              | ↑              | ↑              |                |                | ↑              |                |                |                |                |                |                | ↑              |                |                |                |                |                |                |                |
| Caprichosos     |                | ↑              |                | ↓              |                |                | ↓              |                |                |                |                |                | ↑              |                |                |                |                |                |                |                |                |                |                |                |                |                |                | ↑              |                |                |
| Tuiuti          |                |                |                |                |                |                |                | ↓              |                |                |                |                |                |                | ↓              |                |                | ↑              |                |                |                | ↓              |                |                |                |                |                |                |                |                |
| Cordovil        |                |                |                |                |                |                |                | ↓              |                |                |                |                |                |                |                | ↑              |                |                |                |                |                |                | ↓              |                |                |                |                |                |                |                |
| Marangá         |                |                |                | ↓              |                |                |                |                | ↓              |                |                |                |                |                | ↓              |                |                |                |                |                |                |                |                |                | ↑              | ↓              |                |                |                |                |
| Bangu           |                |                |                |                |                |                | ↓              |                |                |                |                |                |                |                |                | ↓              |                |                |                |                |                |                |                |                |                |                |                |                |                |                |
| Padre Miguel    | ↑              |                |                | ↓              | ↑              |                | ↓              |                |                |                |                |                |                |                | ↑              | ↓              |                |                |                |                |                |                |                |                |                |                |                |                |                |                |
| Tupy            |                |                | ↑              |                |                | ↑              |                |                | ↓              |                |                |                |                |                |                |                |                |                |                | ↓              |                |                |                |                |                |                |                |                |                |                |
| Estácio         |                |                |                | ↑              |                |                |                |                | ↑              |                |                | ↑              |                | ↑              |                |                |                |                |                |                |                |                |                |                |                |                |                |                |                |                |
| Beija-Flor      |                |                |                | ↑              |                |                |                |                |                |                |                |                |                |                |                |                |                |                |                |                |                |                |                |                |                |                |                |                |                |                |
| Cubango         |                |                |                |                |                |                |                |                |                |                |                |                |                |                |                |                |                |                |                |                |                |                |                |                |                |                | ↓              |                |                |                |
| União da Ilha   |                |                |                |                | ↑              |                |                |                |                |                |                |                |                |                |                |                |                |                |                |                |                |                |                |                |                |                |                |                |                |                |
| U. da Tijuca    |                |                |                |                |                |                |                |                | ↓              |                | ↑              |                |                |                |                | ↑              |                | ↑              |                |                |                |                |                |                |                |                |                |                |                | ↑              |
| I. Serrano      |                |                |                |                |                |                |                |                |                | ↑              |                |                |                |                |                |                |                |                |                |                |                |                |                | ↑              |                |                |                |                | ↑              |                |
| Imperatriz      |                |                |                |                |                |                |                |                | ↑              |                |                |                |                |                |                |                |                |                |                |                |                |                |                |                |                |                |                |                |                |                |
| Vila Isabel     |                |                |                |                |                |                |                |                |                | ↑              |                |                |                |                |                |                |                |                |                |                |                |                |                |                |                |                |                |                |                |                |
|                 | 70             | 71             | 72             | 73             | 74             | 75             | 76             | 77             | 78             | 79             | 80             | 81             | 82             | 83             | 84             | 85             | 86             | 87             | 88             | 89             | 90             | 91             | 92             | 93             | 94             | 95             | 96             | 97             | 98             | 99             |
| Vaz Lobo        | ↓              |                |                |                |                |                |                |                |                |                |                |                |                |                |                |                |                |                |                |                |                |                |                |                |                |                |                |                |                |                |
| Manguinhos      |                |                | ↓              |                |                |                |                | ↓              |                |                |                |                |                |                |                |                |                |                |                |                |                |                |                |                |                |                |                |                |                |                |
| Santa Tereza    |                |                | ↓              |                |                |                | ↓              |                |                |                |                |                |                |                |                |                |                |                |                |                |                |                |                |                |                |                |                |                |                |                |
| Foliões         |                |                |                |                |                |                |                | ↓              |                |                |                |                |                |                |                |                |                |                |                |                |                |                |                |                |                |                |                |                |                |                |
| Arranco         |                |                |                |                |                | ↑              |                | ↑              |                |                |                |                | ↓              |                | ↑              |                |                |                | ↑              |                |                |                |                |                |                | ↓              | ↑              | ↓              |                |                |
| Arrastão        |                |                |                |                |                |                | ↑              | ↑              |                |                |                |                |                |                |                | ↓              |                |                | ↑              |                |                |                | ↑              |                |                |                | ↓              |                |                |                |
| P. da Pedra     |                |                |                |                |                |                |                |                |                |                |                |                |                |                |                |                |                |                |                |                |                |                |                |                |                | ↑              |                |                |                |                |
| M.U. de JPA     |                |                |                |                |                |                |                |                |                |                |                |                |                |                |                |                |                |                |                |                |                |                |                |                |                |                | ↓              |                |                |                |
| Tradição        |                |                |                |                |                |                |                |                |                |                |                |                |                |                |                |                | ↑              | ↑              |                |                |                | ↑              |                | ↑              |                |                |                | ↑              |                |                |
| Viradouro       |                |                |                |                |                |                |                |                |                |                |                |                |                |                |                |                |                |                |                | ↑              | ↑              |                |                |                |                |                |                |                |                |                |
| Leão            |                |                |                |                |                |                |                |                |                |                |                |                |                |                |                |                |                |                |                |                | ↑              | ↑              |                |                |                |                | ↓              |                |                |                |
| Rocinha         |                |                |                |                |                |                |                |                |                |                |                |                |                |                |                |                |                |                |                |                |                | ↑              |                |                |                |                | ↑              |                | ↓              | ↑              |
| Grande Rio      |                |                |                |                |                |                |                |                |                |                |                |                |                |                |                |                |                |                |                |                | ↑              |                | ↑              |                |                |                |                |                |                |                |
| Difícil         |                |                |                |                |                |                |                |                |                |                |                |                |                |                |                |                |                |                |                |                |                |                |                |                | ↑              | ↓              |                |                |                |                |
| Canários        |                |                |                |                |                |                |                |                |                |                |                |                |                |                |                |                |                |                |                |                |                |                |                |                | ↑              | ↓              |                |                |                |                |
| Campinho        |                |                |                |                |                |                |                |                |                |                |                |                |                |                |                |                |                |                |                |                |                |                | ↓              |                |                |                |                |                |                |                |
| Vizinha         |                |                |                |                |                |                |                |                |                |                |                |                |                |                |                |                |                |                |                |                |                |                |                |                |                |                |                | ↓              |                |                |
| Villa Rica      |                |                |                |                |                |                |                |                |                |                |                |                |                |                |                |                |                |                |                |                |                |                |                | ↑              | ↑              |                |                |                |                | ↓              |
| Dendê           |                |                |                |                |                |                |                |                |                |                |                |                |                |                |                |                |                |                |                |                |                |                |                |                |                |                | ↑              | ↓              |                |                |

### Anos 2000-2029
| Escola de Samba | Anos 2000–2029 | Anos 2000–2029 | Anos 2000–2029 | Anos 2000–2029 | Anos 2000–2029 | Anos 2000–2029 | Anos 2000–2029 | Anos 2000–2029 | Anos 2000–2029 | Anos 2000–2029 | Anos 2000–2029 | Anos 2000–2029 | Anos 2000–2029 | Anos 2000–2029 | Anos 2000–2029 | Anos 2000–2029 | Anos 2000–2029 | Anos 2000–2029 | Anos 2000–2029 | Anos 2000–2029 | Anos 2000–2029 | Anos 2000–2029 | Anos 2000–2029 | Anos 2000–2029 | Anos 2000–2029 | Anos 2000–2029 | Anos 2000–2029 | Anos 2000–2029 | Anos 2000–2029 | Anos 2000–2029 |
| --------------- | -------------- | -------------- | -------------- | -------------- | -------------- | -------------- | -------------- | -------------- | -------------- | -------------- | -------------- | -------------- | -------------- | -------------- | -------------- | -------------- | -------------- | -------------- | -------------- | -------------- | -------------- | -------------- | -------------- | -------------- | -------------- | -------------- | -------------- | -------------- | -------------- | -------------- |
| Escola de Samba | 00             | 01             | 02             | 03             | 04             | 05             | 06             | 07             | 08             | 09             | 10             | 11             | 12             | 13             | 14             | 15             | 16             | 17             | 18             | 19             | 20             | 21             | 22             | 23             | 24             | 25             | 26             | 27             | 28             | 29             |
| Santa Cruz      |                |                | ↑              |                |                |                |                |                |                |                |                |                |                |                |                |                |                |                |                |                |                |                | ↓              |                |                |                |                |                |                |                |
| I. da Tijuca    |                |                | ↓              |                |                |                |                |                |                |                |                |                |                |                | ↑              |                |                |                |                |                |                |                |                |                | ↓              |                |                |                |                |                |
| Estácio         |                |                |                |                | ↓              | ↑              | ↑              |                |                |                |                |                |                |                |                | ↑              |                |                |                | ↑              |                |                |                |                |                |                |                |                |                |                |
| Cubango         | ↓              |                | ↑              |                |                |                |                |                | ↓              | ↑              |                |                |                |                |                |                |                |                |                |                |                |                | ↓              |                |                |                |                |                |                |                |
| I. Serrano      | ↑              |                |                |                |                |                |                |                | ↑              |                |                |                |                |                |                |                |                | ↑              |                |                |                |                |                |                |                |                |                |                |                |                |
| Rocinha         | ↓              | ↑              |                |                |                |                | ↑              |                |                |                |                |                |                |                | ↓              | ↑              |                |                |                |                | ↓              |                |                |                |                |                |                |                |                |                |
| P. do Tuiuti    | ↑              |                |                |                |                | ↓              |                |                | ↑              |                | ↓              | ↑              |                |                |                |                | ↑              |                |                |                |                |                |                |                |                |                |                |                |                |                |
| S. Clemente     |                | ↑              |                | ↑              |                |                |                | ↑              |                |                | ↑              |                |                |                |                |                |                |                |                |                |                |                |                |                |                | ↓              |                |                |                |                |
| Inocentes       |                | ↓              |                | ↑              | ↓              |                |                |                | ↑              |                |                |                | ↑              |                |                |                |                |                |                |                |                |                |                |                |                |                |                |                |                |                |
| Renascer        |                |                |                |                |                |                |                |                |                |                |                |                |                |                |                |                |                |                |                |                |                |                |                |                |                |                |                |                |                |                |
| União da Ilha   |                |                |                |                |                |                |                |                |                |                |                |                |                |                |                |                |                |                |                |                |                |                |                |                |                |                |                |                |                |                |
| U. P. Miguel    |                |                |                |                |                |                |                |                |                |                |                |                |                |                |                |                |                |                |                |                |                |                |                |                |                |                |                |                |                |                |
| P. da Pedra     |                |                |                |                |                |                |                |                |                |                |                |                |                |                |                |                |                |                |                |                |                |                |                |                |                |                |                |                |                |                |
| Alegria         |                |                |                |                |                |                |                |                |                |                |                |                |                |                |                |                |                |                |                |                |                |                |                |                |                |                |                |                |                |                |
| Tradição        |                |                |                |                |                |                |                |                |                |                |                |                |                |                |                |                |                |                |                |                |                |                |                |                |                |                |                |                |                |                |
| Vigário         |                |                |                |                |                |                |                |                |                |                |                |                |                |                |                |                |                |                |                |                |                |                |                |                |                |                |                |                |                |                |
| Bangu           |                |                |                |                |                |                |                |                |                |                |                |                |                |                |                |                |                |                |                |                |                |                |                |                |                |                |                |                |                |                |
| Arranco         |                |                |                |                |                |                |                |                |                |                |                |                |                |                |                |                |                |                |                |                |                |                |                |                |                |                |                |                |                |                |
| U. da Ponte     |                |                |                |                |                |                |                |                |                |                |                |                |                |                |                |                |                |                |                |                |                |                |                |                |                |                |                |                |                |                |
| Vizinha         |                |                |                |                |                |                |                |                |                |                |                |                |                |                |                |                |                |                |                |                |                |                |                |                |                |                |                |                |                |                |
| E.C. da Hora    |                |                |                |                |                |                |                |                |                |                |                |                |                |                |                |                |                |                |                |                |                |                |                |                |                |                |                |                |                |                |
| Curicica        |                |                |                |                |                |                |                |                |                |                |                |                |                |                |                |                |                |                |                |                |                |                |                |                |                |                |                |                |                |                |
| U. de JPA       |                |                |                |                |                |                |                |                |                |                |                |                |                |                |                |                |                |                |                |                |                |                |                |                |                |                |                |                |                |                |
|                 | 00             | 01             | 02             | 03             | 04             | 05             | 06             | 07             | 08             | 09             | 10             | 11             | 12             | 13             | 14             | 15             | 16             | 17             | 18             | 19             | 20             | 21             | 22             | 23             | 24             | 25             | 26             | 27             | 28             | 29             |
| Sossego         |                |                |                |                |                |                |                |                |                |                |                |                |                |                |                |                |                |                |                |                |                |                |                |                |                |                |                |                |                |                |
| Vila Isabel     |                |                |                |                |                |                |                |                |                |                |                |                |                |                |                |                |                |                |                |                |                |                |                |                |                |                |                |                |                |                |
| U. P. Acari     |                |                |                |                |                |                |                |                |                |                |                |                |                |                |                |                |                |                |                |                |                |                |                |                |                |                |                |                |                |                |
| Boi da Ilha     |                |                |                |                |                |                |                |                |                |                |                |                |                |                |                |                |                |                |                |                |                |                |                |                |                |                |                |                |                |                |
| Maricá          |                |                |                |                |                |                |                |                |                |                |                |                |                |                |                |                |                |                |                |                |                |                |                |                |                |                |                |                |                |                |
| Lins Imperial   |                |                |                |                |                |                |                |                |                |                |                |                |                |                |                |                |                |                |                |                |                |                |                |                |                |                |                |                |                |                |
| Leão de N.I.    |                |                |                |                |                |                |                |                |                |                |                |                |                |                |                |                |                |                |                |                |                |                |                |                |                |                |                |                |                |                |
| Jacarezinho     |                |                |                |                |                |                |                |                |                |                |                |                |                |                |                |                |                |                |                |                |                |                |                |                |                |                |                |                |                |                |
| Niterói         |                |                |                |                |                |                |                |                |                |                |                |                |                |                |                |                |                |                |                |                |                |                |                |                |                |                |                |                |                |                |
| Cabuçu          |                |                |                |                |                |                |                |                |                |                |                |                |                |                |                |                |                |                |                |                |                |                |                |                |                |                |                |                |                |                |
| Santa Tereza    |                |                |                |                |                |                |                |                |                |                |                |                |                |                |                |                |                |                |                |                |                |                |                |                |                |                |                |                |                |                |
| Sereno          |                |                |                |                |                |                |                |                |                |                |                |                |                |                |                |                |                |                |                |                |                |                |                |                |                |                |                |                |                |                |
| Imperatriz      |                |                |                |                |                |                |                |                |                |                |                |                |                |                |                |                |                |                |                |                |                |                |                |                |                |                |                |                |                |                |
| Botafogo        |                |                |                |                |                |                |                |                |                |                |                |                |                |                |                |                |                |                |                |                |                |                |                |                |                |                |                |                |                |                |

| = Desfilou na Segunda Divisão. = Campeã da Segunda Divisão. ↑ = Promovida a Primeira Divisão. ↓ = Rebaixada a Terceira Divisão. = Foi rebaixada a Terceira Divisão. | = Campeã da Terceira Divisão. = Não desfilou pela Segunda Divisão. = Hors concours. = Não desfilou neste ano. |